# Orthotrichia tinggi
Orthotrichia tinggi is een schietmot uit de familie Hydroptilidae. De soort komt voor in het Oriëntaals gebied.